# Przeczno (Koejavië-Pommeren)
Przeczno is een plaats in het Poolse district  Toruński, woiwodschap Koejavië-Pommeren. De plaats maakt deel uit van de gemeente Łubianka en telt 267 inwoners.